# Eino Palovesi

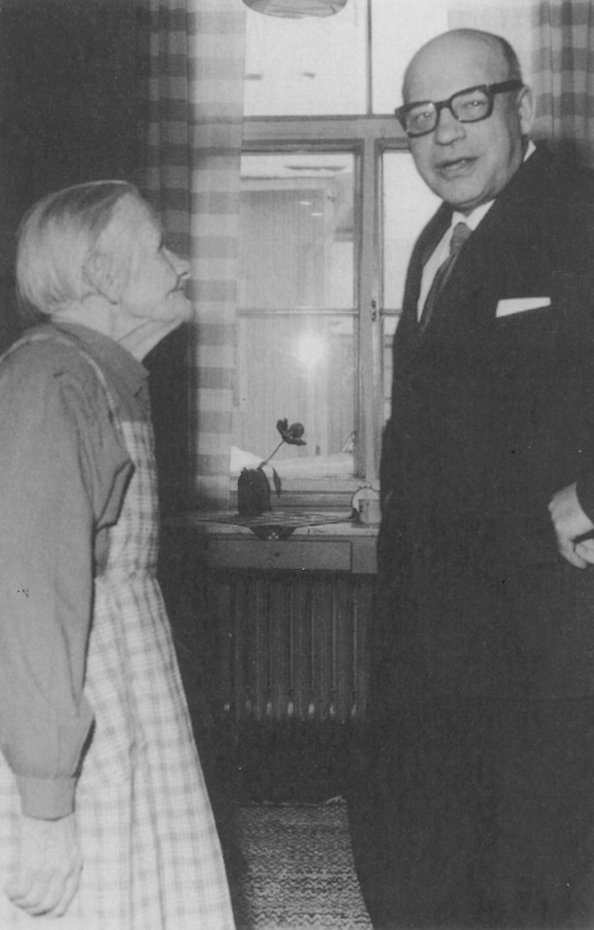
Eino Palovesi.

Eino Oskari Palovesi, född 19 maj 1904 i Perho, död 25 februari 1980 i Jyväskylä, var en finländsk politiker (Agrarförbundet) och ämbetsman. 
Palovesi, som var son till jordbrukare Heikki Möttönen och Alma Oksakoski, studerade vid lantbruksskola 1921–1923 och var konsulent vid Småbrukarnas centralförbund 1926–1939. Han var bland annat ordförande i Karstula kommunalfullmäktige från 1945, i styrelsen för Mellersta Finlands lantbruksklubbars förbund från 1946, i direktionen för Keski-Suomen Valo Oy från 1947 och i direktionen för tidningen Keskisuomalainen från 1958. Han var medlem av Finlands riksdag 1939–1960 och ordförande för dess elektorer 1946–1960. Han var kommunikationsminister i Karl-August Fagerholms regering 1956–1957, inrikesminister i V.J. Sukselainens regering 1959–1960 och landshövding i Mellersta Finlands län 1960–1971. Han tilldelades kommunalråds titel 1954.